# Breezly and Sneezly
Matraca Trica e Fofoquinha (Breezly and Sneezly (em inglês) é um desenho com produção Hanna-Barbera.
Passava em conjunto tanto no show de Peter Potamus (1964 e 1966), quanto no do Maguila, o Gorila (1965). Estreou em 1964 e teve 23 episódios.

## História
Matraca Trica é um urso polar, um artista cômico. Seu amigo, a Fofoquinha é uma foca que vive gripada. Eles vivem em um iglu no Ártico.
A maioria dos episódios é sobre algum plano que os dois armam para poder entrar no quartel do Exército da região, a fim de roubar algum medicamento para a gripe da Fofoquinha. Sempre fugindo do Coronel Mandragão.

## Episódios[4]
nomes originais (em inglês)
1. No Place Like Nome
2. All Riot On The Northern Front
3. Missile Fizzle
4. Mass Masquerade
5. Furry Furlough
6. Bruin Ruin
7. Freezing Fleas
8. Stars And Gripes
9. Armoured Amour
10. As The Snow Flies
11. Snow Biz
12. Unseen Trouble
13. Nervous In The Service
14. Birthday Bonanza
15. Wacky Waikiki
16. General Nuisance
17. Rookie Wrecker
18. Noodnick Of The North
19. The Fastest Bear In The North
20. Snow Time Show Time
21. Goat A-Go-Go
22. Spy In The Ointment
23. All Ill Wind

## Dubladores

### Nos Estados Unidos
- Matraca Trica (Breezly Bruin): Howard Morris
- Fofoquinha (Sneezly Seal): Mel Blanc
- Coronel Mandragão (Colonel Fuzzby): John Stephenson

### No Brasil
- Matraca Trica: Flávio Galvão
- Fofoquinha: Olney Cazarré e Waldir Guedes
- Coronel Mandragão: Gastão Renné, Osmiro Campos e Waldir Guedes

## Outras aparições
- Harvey, o advogado